# Jim (La vita secondo Jim)
(Jim rivolto a sua moglie Cheryl)
Jim, diminutivo del nome completo James Orenthal, è un personaggio protagonista della sitcom La vita secondo Jim. È interpretato da Jim Belushi.

## Descrizione
Jim è il capofamiglia e protagonista della serie. È sposato con Cheryl e ha cinque figli: Ruby, Gracie e Kyle (a cui si aggiungono i gemelli Jonathan e Gordon nell'ottava stagione). Jim racchiude in sé molti stereotipi dell'uomo moderno, soprattutto quello della pigrizia e dell'orgoglio: ama stare comodo sulla sua poltrona leggendo il giornale o guardando la televisione (soprattutto in occasione di partite di football, sport da lui molto seguito), e si trova ogni volta in conflitto con chiunque tenti di stravolgere la sua oziosa routine. Crede nel valore della virilità a un livello quasi stereotipato, in virtù di ciò è riluttante a manifestare i suoi sentimenti vedendolo come un segno di debolezza, benché ami essere affettuoso nei riguardi della sua famiglia. Di conseguenza, è un uomo molto pigro, immaturo, disonesto, rozzo, irascibile, impulsivo, maschilista, egoista, irresponsabile e infantile, ma anche premuroso, simpatico, sensibile e di buon cuore.
Il suo migliore e pressoché unico amico è Andy, suo cognato e fratello di Cheryl, ma talvolta Jim approfitta dell'ingenuità di quest'ultimo per bersagliarlo con numerosi scherzi o per raggiungere i suoi obiettivi, avendo infatti Andy poca autostima lui rappresenta l'amico ideale per Jim viste le sue manie di controllo, manifestando in alcune occasioni una certa prepotenza nei riguardi del cognato. Nonostante ciò, i due alla fine trovano sempre il modo di riappacificarsi. Andy e Jim condividono anche lo stesso lavoro: essi lavorano nella stessa impresa di costruzioni, la Ground Up Design, e formalmente Jim, essendo il padrone dell'impresa, è il superiore di Andy; in più di un'occasione egli si serve di questa sua posizione per mettere a tacere il cognato.
Sembra invece alquanto insofferente verso la cognata Dana, sorella di Cheryl e di Andy, con la quale è solito dare vita a continui battibecchi farciti di taglienti e ironiche battute nonché insulti gratuiti, che gli vengono prontamente ricambiati. Nonostante questo loro rapporto complicato, però, in fondo Jim tiene alla felicità di Dana, e in diversi episodi viene mostrato come questo suo comportamento sia sostanzialmente una forma di affetto e protezione nei suoi confronti. Dana e Jim vanno perfettamente d'accordo solo quando c'è di mezzo lo sport, infatti sono entrambi tifosi sfegatati delle squadre di Chicago, in particolare quella di football.
Jim è molto innamorato della moglie Cheryl, che si occupa della casa e dei bambini. Tuttavia spesso i comportamenti infantili e irresponsabili di Jim portano i due coniugi a trovarsi in situazioni di contrasto. Jim in molti episodi idea, assieme al "complice" Andy, degli stratagemmi per evitare i rimproveri di Cheryl e per nascondere la verità alla moglie sulle sue malefatte, ma questi vengono quasi sempre smascherati da Cheryl con l'aiuto di Dana: infine Jim e Andy sono costretti ad ammettere i loro misfatti e a raccontare loro la verità. I contrasti tra i coniugi si risolvono alla fine di ogni episodio, con Cheryl che perdona quasi sempre il marito, e con il raggiungimento di un ragionevole compromesso. Un aspetto contrastante del loro rapporto è il fatto che Cheryl ami fare vita sociale, al contrario del marito che risulta insopportabile agli altri, viene tra l'altro messo in evidenza che Jim alle volte si renda antipatico di proposito proprio perché per lui la vita di comunità rappresenta una scocciatura, mentre Cheryl è alla costante ricerca dell'approvazione degli altri. Jim trova spesso fastidioso il fatto che la moglie lo spinga a manifestare i suoi sentimenti, ma alla fine Cheryl risulta l'unica persona che effettivamente riesce a mettere a nudo la parte più emotiva del marito. 
Ha un bel rapporto con tutti i figli. Con Ruby, quando quest'ultima attraversa l'adolescenza, le cose iniziano a complicarsi perché inizia a mentire e ingannare i genitori per fare quello che vuole, come manipolare Jim. Purtroppo per lei, però, Jim è fin troppo esperto di certi trucchi da lui stesso usati centinaia di volte e riesce a metterla nel sacco, facendosi rivelare che le ragioni del suo comportamento sono i rapporti problematici con la madre, che cerca di controllarla e non le permette di fare quasi niente. Ruby, a parte questa parentesi, è una brava ragazza, responsabile e studiosa, quasi la versione giovane della madre, tanto che spesso rimprovera Jim e Andy al suo stesso modo quando Cheryl è assente per curare sua madre infortunata.
Con Gracie ha un rapporto un po' altalenante quando è piccola, perché è molto disubbidiente e Jim non si fida molto di lei, ma quando supera la prima infanzia i due hanno un ottimo rapporto, anche più facile di quello con la figlia maggiore Ruby, visto che Gracie è identica al padre come carattere.
Con Kyle, Jim ha sempre avuto un rapporto speciale, essendo stato l'unico maschio di famiglia per lungo tempo ed è quello cui Jim riserva più attenzioni, terrorizzato dall'idea di non essere all'altezza come modello maschile, dall'idea che Kyle possa diventare gay, o che possa tifare squadre sportive che Jim odia, ma ancora peggio che possa non avere successo nella vita a causa di insegnamenti sbagliati da parte sua. Kyle, quando diventa più grande, si appassiona ai supereroi e frequenta molto lo zio, cosa mal vista da Jim che non vuole che il figlio diventi un nerd, preso in giro e snobbato da tutti. Tutto si risolve quando Kyle dimostra di avere una passione comune con quella del padre, ovvero l'armonica, e sarà Jim stesso a insegnargli come suonarla.
Dopo la nascita dei gemelli Jonathan e Gordon, Jim è molto felice perché ora ha ben tre figli maschi ma di riflesso dedica meno attenzioni a Kyle. Nonostante voglia molto bene ai figli, molto spesso si dimostra irresponsabile e imbranato come padre, più volte li smarrisce o addirittura si dimentica di loro (in particolare si dimenticava di Gracie, chiamandola "la piccola..." o "la biondina..." oppure di Kyle).
Jim ha un ottimo rapporto con la madre di Cheryl, Maggie, che rappresenta per lui in parte quella figura materna responsabile che Jim non ha avuto a causa dei tanti errori della madre biologica. Al contrario, sebbene non si veda mai i due interagire nel corso della serie (neanche in flashback), sembra che l'uomo non andasse d'accordo col suocero, che non lo considerava un marito adatto alla figlia; pare che questo pensiero fosse inizialmente condiviso anche dalla stessa Maggie, prima che il tempo la convincesse che Cheryl è felice con lui.

## Famiglia
L'infanzia di Jim non è stata facile: a differenza della moglie, non è cresciuto in una famiglia agiata e unita. Quando aveva cinque anni, Jim fu segnato dal trauma dell'abbandono di suo padre Bill, che senza dirgli nulla se ne andò di casa, lasciando lui e la sua famiglia tra mille problemi e difficoltà. La perdita del padre ha segnato profondamente Jim per il resto della sua vita, tanto che nel corso degli anni non ha mai voluto né cercarlo né mettersi in contatto con lui. Soltanto casualmente, infatti, i due si rincontrano dopo ben trentacinque anni; in questa occasione Jim scopre anche che nel frattempo suo padre Bill si è risposato e ha avuto un altro figlio, ovvero il suo nuovo fratello Justin. Nonostante Jim non voglia più avere niente a che fare con lui, aiuterà il padre a riacquistare la fiducia di Justin.
Jim e sua madre non avevano un ottimo rapporto perché lei era sempre alle prese con i molti problemi economici della famiglia che spesso sfogava nell'alcol o mettendosi nei guai con la legge. Nonostante ciò, ella si preoccupava che Jim non si mettesse nei guai come lei. Pur non avendo un padre, Jim è cresciuto comunque in una famiglia numerosa. La povertà patita durante l'infanzia ha insegnato a Jim ad essere estremamente parsimonioso, ai limiti della paranoia, e questo è sovente motivo di contrasto con Cheryl che, in quanto figlia prediletta di un padre benestante, è cresciuta viziata e coccolata e a differenza del marito non dà lo stesso valore ai soldi.
Fa parte della famiglia di Jim anche la sorella Roxanne, una donna che, nonostante l'età ormai adulta e i numerosi tentativi da parte di Jim di aiutarla, non riesce a mettere la testa a posto; i due si riconcilieranno solo alla nascita del nipote di Jim, che verrà chiamato proprio come lo zio in suo onore.

## Passioni
Jim è un grande tifoso sportivo, ma il suo fisico e la sua pigrizia lo tengono lontano da qualsiasi tipo di pratica sportiva. Le sue squadre del cuore sono quelle di Chicago: i Bulls per la pallacanestro, i Bears per il football americano, i Cubs per il baseball e i Blackhawks per l'hockey su ghiaccio. Lo sport preferito di Jim resta comunque il football: oltre che seguirlo assiduamente in televisione, talvolta va ad assistere alle partite con Andy e con Dana (è infatti questa l'unica passione che riesce a farlo andare d'accordo con la cognata), e più raramente coi propri figli; tuttavia si dimostra sempre competitivo ed estremo nel suo tifo, arrivando a lanciare insulti e a partecipare a risse in campo, nate dal suo disprezzo per i tifosi delle squadre avversarie (quelli dei Green Bay Packers in primis). Inoltre Jim, quando segue le partite sportive, è estremamente superstizioso ed è convinto che ogni gesto fatto o persona che si presenta possano influenzare positivamente o negativamente l'esito dell'incontro. Questi suoi comportamenti da tifoso infastidiscono parecchio Cheryl, che più volte lo rimprovera senza ottenere alcun cambiamento.
Come l'attore che lo interpreta, Jim è appassionato di musica blues ed è il membro principale di una band musicale blues formata da lui, Andy e un piccolo gruppo di altri suoi amici, tra cui il rapporto è meno forte. Jim è la voce e l'armonica. Gli amici si ritrovano spesso nel garage di Jim per provare, e talvolta la band si esibisce in pub, locali, feste e cerimonie (come al matrimonio di Dana, o a quello dell'amico Danny).

## Esperienze "trascendentali"
Nel primo e nell'ultimo episodio della settima stagione Jim si trova ad affrontare rispettivamente Dio e il Diavolo (sebbene nel secondo caso lo scontro si riveli un sogno), mentre nell'ultimo episodio dell'ottava stagione (e dell'intera serie) Jim si trova a confrontarsi con entrambi contemporaneamente.
Frequenti, nel corso della serie, sono anche le "visioni" che Jim ha di suo figlio Kyle da adolescente, che lo guida nell'educazione del figlio e tenta di farlo diventare un padre migliore.